# QQ游戏
QQ游戏是由腾讯公司开发和运营的游戏平台。

## 包含的游戏
- 棋牌游戏：欢乐斗地主[1]、斗地主、视频斗地主、升级、四人斗地主、欢乐升级、德克萨斯扑克、麻将、四国军棋、QQ跳棋、五子棋、中国象棋等等。
- 休闲竞技游戏：2D桌球、对对碰、你画我猜、捕鱼假日、TNT、宝石总动员、美女找茬、大家来找茬等。
- 角色扮演游戏：真王、飞升、楚河汉界、乱世诛魔、大话神仙、蜀山传奇等。

其他游戏摩登城市、QQ水浒、QQ天堂岛等等。